# District de Kailali
Le district de Kailali (en népalais : कैलाली जिल्ला) est l'un des 77 districts du Népal. Il est rattaché à la province de Sudurpashchim. La population du district s'élevait à 766 659 habitants en 2011.

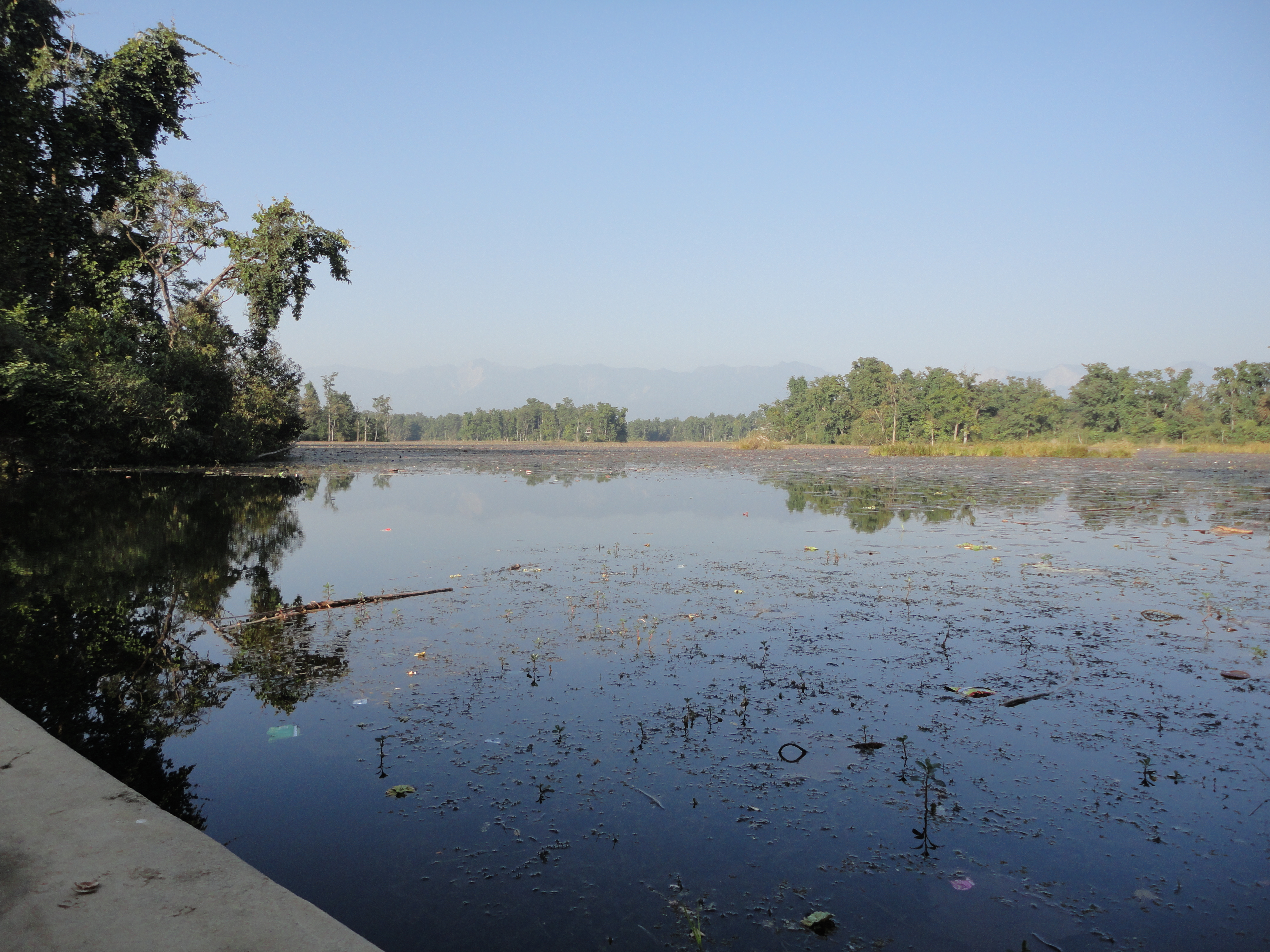
Ghodaghodi Tal, Kailali

## Histoire
Il faisait partie de la zone de Seti et de la région de développement Extrême-Ouest jusqu'à la réorganisation administrative de 2015 où ces entités ont disparu.

## Subdivisions administratives
Le district de Kailali est subdivisé en 13 unités de niveau inférieur, dont une ville sous-métropolitaine, 6 municipalités et 6 gaunpalikas ou municipalités rurales.
| #  | Nom        | Nom en népalais | Type                      | Population (2011) | Superficie (km2) |
| -- | ---------- | --------------- | ------------------------- | ----------------- | ---------------- |
| 1  | Dhangadhi  | धनगढी            | ville sous-métropolitaine | 147 741           | 261,75           |
| 2  | Tikapur    | टिकापुर            | municipalité              | 76 084            | 118,33           |
| 3  | Ghodaghodi | घोडाघोडी            | municipalité              | 75 586            | 354,45           |
| 4  | Lamkichuha | लम्कीचुहा           | municipalité              | 75 425            | 225              |
| 5  | Bhajani    | भजनी             | municipalité              | 51 845            | 176,25           |
| 6  | Godavari   | गोदावरी            | municipalité              | 78 018            | 308,63           |
| 7  | Gauriganga | गौरीगंगा            | municipalité              | 55 314            | 244,44           |
| 8  | Janaki     | जानकी             | gaunpalika                | 48 540            | 107,27           |
| 9  | Bardagorie | बर्दगोरिया          | gaunpalika                | 32 683            | 77,26            |
| 10 | Mohanyal   | मोहन्याल           | gaunpalika                | 22 053            | 626,95           |
| 11 | Kailari    | कैलारी             | gaunpalika                | 47 987            | 233,27           |
| 12 | Joshipur   | जोशीपुर            | gaunpalika                | 36 459            | 65,57            |
| 13 | Chure      | चुरे              | gaunpalika                | 18 924            | 493,18           |